# Marlon Freitas
Marlon Rodrigues de Freitas (Magé, Brasil; 27 de marzo de 1995) es un futbolista brasileño. Juega de centrocampista y su equipo actual es el Botafogo del Campeonato Brasileño de Serie A.

## Trayectoria
Marlon entró a las inferiroes del Fluminense en 2013. En marzo de 2015, fue cedido al Fort Lauderdale Strikers estadounidense, donde debutó en la NASL el 4 de abril ante el New York Cosmos.
En su regreso al Flu en 2016, apareció en la banca en algunos encuentros antes de ser cedido al ŠTK Šamorín en enero de 2017. Regresó al Fluminense en julio y debutó en la Serie A el 9 de julio ante Bahía.
El 30 de mayo de 2018, el centrocampista fue cedido al Criciúma en la Serie B.
En enero de 2019, fue prestado al Botafogo-SP en la Serie B.
De cara a la temporada 2020, Marlon dejó el Fluminense y firmó en el Atlético Goianiense.
Tras tres temporadas en el Goianiense, Marlon fichó en el Botafogo.

## Estadísticas
Actualizado al último partido disputado el 2 de julio de 2023.
| Club                                    | Div.          | Temporada     | Liga  | Liga  | Liga estatal | Liga estatal | Copas nacionales | Copas nacionales | Copas internacionales | Copas internacionales | Total | Total |
| Club                                    | Div.          | Temporada     | Part. | Goles | Part.        | Goles        | Part.            | Goles            | Part.                 | Goles                 | Part. | Goles |
| --------------------------------------- | ------------- | ------------- | ----- | ----- | ------------ | ------------ | ---------------- | ---------------- | --------------------- | --------------------- | ----- | ----- |
| Fort Lauderdale Strikers Estados Unidos | 2.ª           | 2015          | 31    | 8     | —            | —            | 0                | 0                | —                     | —                     | 31    | 8     |
| Fort Lauderdale Strikers Estados Unidos | Total club    | Total club    | 31    | 8     | 0            | 0            | 0                | 0                | 0                     | 0                     | 31    | 8     |
| ŠTK Šamorín · Eslovaquia                | 2.ª           | 2016-17       | 16    | 3     | —            | —            | —                | —                | —                     | —                     | 16    | 3     |
| ŠTK Šamorín · Eslovaquia                | Total club    | Total club    | 16    | 3     | 0            | 0            | 0                | 0                | 0                     | 0                     | 16    | 3     |
| Fluminense · Brasil                     | 1.ª           | 2017          | 16    | 0     | —            | —            | 0                | 0                | 3                     | 1                     | 19    | 1     |
| Fluminense · Brasil                     | 1.ª           | 2018          | 0     | 0     | 3            | 1            | 3                | 0                | 0                     | 0                     | 6     | 1     |
| Fluminense · Brasil                     | Total club    | Total club    | 16    | 0     | 3            | 1            | 3                | 0                | 1                     | 0                     | 25    | 2     |
| Criciúma · Brasil                       | 2.ª           | 2018          | 24    | 1     | —            | —            | —                | —                | —                     | —                     | 24    | 1     |
| Criciúma · Brasil                       | Total club    | Total club    | 24    | 1     | 0            | 0            | 0                | 0                | 0                     | 0                     | 24    | 1     |
| Botafogo-SP · Brasil                    | 2.ª           | 2019          | 37    | 3     | 11           | 0            | —                | —                | —                     | —                     | 48    | 3     |
| Botafogo-SP · Brasil                    | Total club    | Total club    | 37    | 3     | 11           | 0            | 0                | 0                | 0                     | 0                     | 48    | 3     |
| Atlético Goianiense · Brasil            | 1.ª           | 2020          | 31    | 0     | 13           | 1            | 6                | 1                | —                     | —                     | 50    | 2     |
| Atlético Goianiense · Brasil            | 1.ª           | 2021          | 26    | 3     | 7            | 0            | 4                | 0                | 6                     | 0                     | 43    | 3     |
| Atlético Goianiense · Brasil            | 1.ª           | 2022          | 36    | 4     | 15           | 4            | 8                | 1                | 11                    | 1                     | 70    | 10    |
| Atlético Goianiense · Brasil            | Total club    | Total club    | 93    | 7     | 35           | 5            | 18               | 2                | 17                    | 1                     | 163   | 15    |
| Botafogo · Brasil                       | 1.ª           | 2023          | 12    | 0     | 12           | 0            | 6                | 0                | 5                     | 1                     | 35    | 1     |
| Botafogo · Brasil                       | Total club    | Total club    | 12    | 0     | 12           | 0            | 6                | 0                | 5                     | 1                     | 35    | 1     |
| Total carrera                           | Total carrera | Total carrera | 229   | 22    | 61           | 6            | 27               | 2                | 25                    | 3                     | 342   | 33    |

## Palmarés

### Títulos estatales
| Título                 | Club                | Estado     | Año  |
| ---------------------- | ------------------- | ---------- | ---- |
| Primera Liga de Brasil | Fluminense          | Región Sur | 2016 |
| Campeonato Goiano      | Atlético Goianiense | Goiás      | 2022 |

### Títulos nacionales
| Título               | Club           | País   | Año  |
| -------------------- | -------------- | ------ | ---- |
| Campeonato Brasileño | Botafogo F. R. | Brasil | 2024 |

### Títulos internacionales
| Título                       | Club           | Sede         | Año  |
| ---------------------------- | -------------- | ------------ | ---- |
| Copa Libertadores de América | Botafogo F. R. | Buenos Aires | 2024 |